# Эрикссон, Хокан
Хокан Эрикссон (швед. Håkan Eriksson, 20 августа 1961) — шведский ориентировщик, призёр чемпионатов мира по спортивному ориентированию в спринте и в эстафете.
В составе мужской эстафетной команды дважды становился призёром чемпионатов мира по спортивному ориентированию — в 1989 и в 1999 году.
На чемпионате мира в 2004 году разделил серебряную медаль в спринте с украинцем Юрием Омельченко, показав с ним одно и то же время с точностью до десятых долей секунды.
Дважды становился победителем шведской многодневки O-Ringen в 1983 и в 1991 году.
В составе эстафетной команды своего клуба в 1989 и 1990 годах становился победителем эстафеты Tiomila.
Многократный участник Park World Tour’a.